# Liste der denkmalgeschützten Objekte in Schandorf
Die Liste der denkmalgeschützten Objekte in Schandorf enthält die 6 denkmalgeschützten, unbeweglichen Objekte der Gemeinde Schandorf.

## Denkmäler
| Foto |                 | Denkmal                                                           | Standort                                   | Beschreibung | Metadaten |
| ---- | --------------- | ----------------------------------------------------------------- | ------------------------------------------ | --- | --- |
| ja   | Datei hochladen | Hügelgräberfeld Bauernwald I HERIS-ID: 46152 Objekt-ID: 47843     | Bauernwald Standort KG: Schandorf          | Im Schandorfer Wald befinden sich 170 Hügelgräber, die bis 16 m hoch sind und 40 m Durchmesser aufweisen. Diese Gräber stammen aus der Hallstattzeit. Die Gruppe I umfasst 150 Grabhügel. | BDA-Hist.: Q38019534 Status: Bescheid Stand der BDA-Liste: 2025-06-30 Name: Hügelgräberfeld Bauernwald I GstNr.: 1061,1062 Hügelgräberfeld Schandorfer Wald |
| ja   | Datei hochladen | Hügelgräberfeld Bauernwald II HERIS-ID: 60055 Objekt-ID: 71894    | Bauernwald Standort KG: Schandorf          | Im Schandorfer Wald befinden sich 170 Hügelgräber, die bis 16 m hoch sind und 40 m Durchmesser aufweisen. Diese Gräber stammen aus der Hallstattzeit. Die Gruppe II umfasst 11 Grabhügel. | BDA-Hist.: Q38089903 Status: Bescheid Stand der BDA-Liste: 2025-06-30 Name: Hügelgräberfeld Bauernwald II GstNr.: 1072, 1085 Hügelgräberfeld Schandorfer Wald |
| ja   | Datei hochladen | Hügelgräberfeld Bauernwald III HERIS-ID: 112159 Objekt-ID: 130224 | Bauernwald Standort KG: Schandorf          | Die insgesamt 73 niedrigeren Grabhügel der Gruppe III im Schandorfer Wald (und der Gruppe V) stammen aus der römischen Kaiserzeit. | BDA-Hist.: Q37828941 Status: Bescheid Stand der BDA-Liste: 2025-06-30 Name: Hügelgräberfeld Bauernwald III GstNr.: 1042/5, 1043, 1044, 1088/1, 1088/2, 1089, 1090, 1091, 1092, 1093, 1094, 1095, 1096, 1097, 1116/1 Hügelgräberfeld Schandorfer Wald                                                                                      |
| ja   | Datei hochladen | Hügelgräberfeld Bauernwald IV HERIS-ID: 112158 Objekt-ID: 130223  | Bauernwald Standort KG: Schandorf          | Im Schandorfer Wald befinden sich 170 Hügelgräber, die bis 16 m hoch sind und 40 m Durchmesser aufweisen. Diese Gräber stammen aus der Hallstattzeit. Die Gruppe IV umfasst 9 Grabhügel. | BDA-Hist.: Q37828930 Status: Bescheid Stand der BDA-Liste: 2025-06-30 Name: Hügelgräberfeld Bauernwald IV GstNr.: 1014, 1015, 1016, 1017, 1018, 1019/1, 1019/4, 1020, 1021, 1022, 1023/1, 1024, 1025/1, 1026, 1027, 1030/2, 1030/3, 1031/3, 1032, 1033, 1035/1, 1038, 1039, 1040/2, 1040/4, 1041, 1042/2 Hügelgräberfeld Schandorfer Wald |
| ja   | Datei hochladen | Kath. Pfarrkirche hl. Anna HERIS-ID: 12366 Objekt-ID: 8504        | Schandorf Standort KG: Schandorf           | Die ursprünglich aus dem 13. Jahrhundert stammende Kirche wurde 1755/56 renoviert, dabei wurde auch der Turm gebaut. 1835 wurde sie verlängert und neu eingewölbt. Der kleine Bau mit Strebepfeilern hat eine halbrunde Apsis. 1978 wurde ein Südportal mit Resten von Bemalung aus der Zeit um 1300 freigelegt. | BDA-Hist.: Q20754115 Status: § 2a Stand der BDA-Liste: 2025-06-30 Name: Kath. Pfarrkirche hl. Anna GstNr.: 205 Pfarrkirche hl. Anna, Schandorf |
| ja   | Datei hochladen | Gnadenstuhl HERIS-ID: 12370 Objekt-ID: 8508                       | bei der Pfarrkirche Standort KG: Schandorf | Die Dreifaltigkeitssäule vor der Kirche stammt aus dem Jahr 1849. | BDA-Hist.: Q38128598 Status: § 2a Stand der BDA-Liste: 2025-06-30 Name: Gnadenstuhl GstNr.: 205 Gnadenstuhl Schandorf |